# Saint-Julien (Wogezy)
Saint-Julien – miejscowość i gmina we Francji, w regionie Grand Est, w departamencie Wogezy.
Według danych na rok 1990 gminę zamieszkiwało 137 osób, a gęstość zaludnienia wynosiła 10 osób/km² (wśród 2335 gmin Lotaryngii Saint-Julien plasuje się na 908. miejscu pod względem liczby ludności, natomiast pod względem powierzchni na miejscu 390.).